# Temple de Medinet Habu

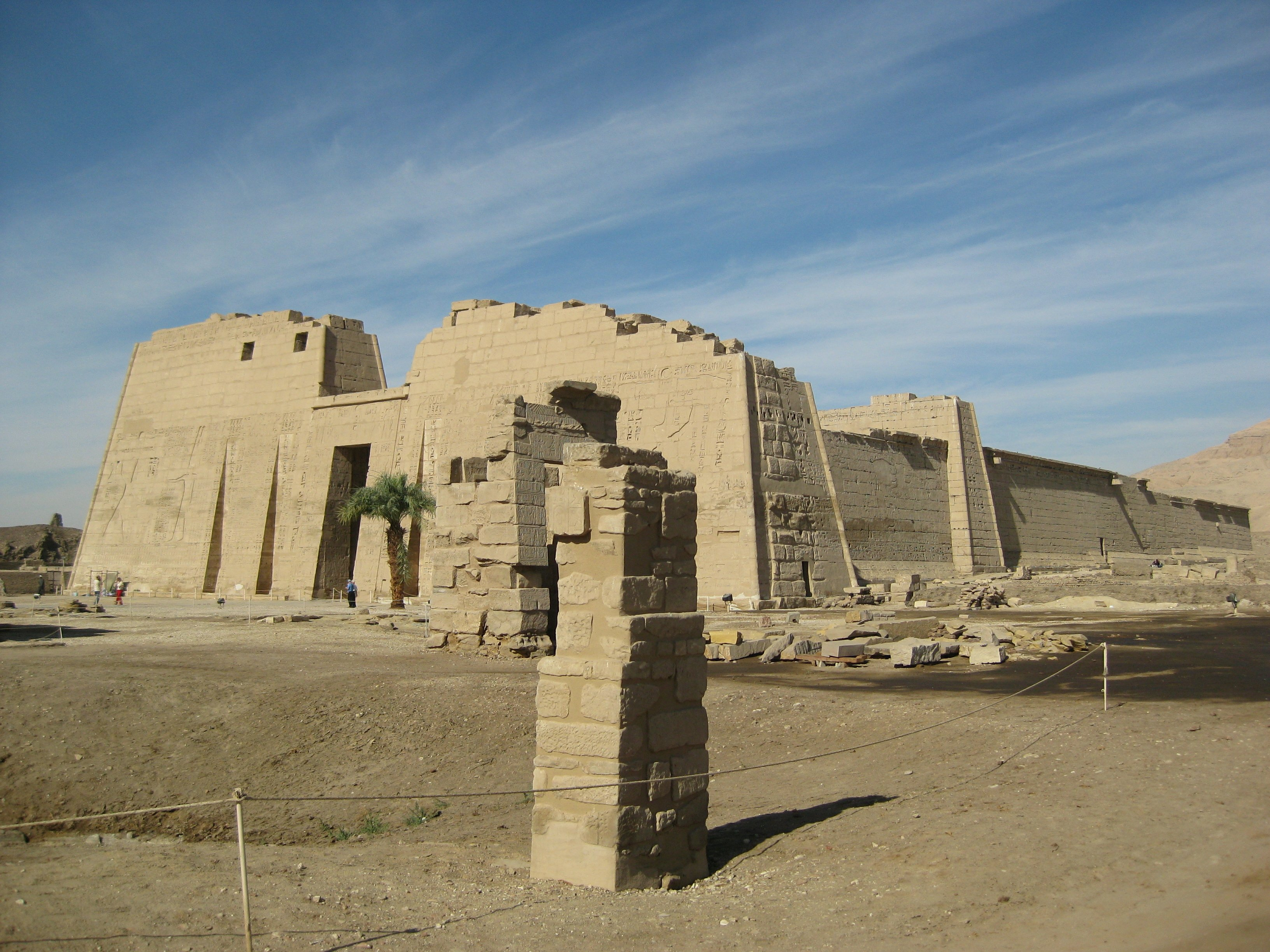
Vista exterior del temple, en primer terme el primer piló

El temple de Medinet Habu és l'edifici principal del complex de Medinet Habu, un gran complex de l'antic Egipte que inclou, entre d'altres, dos temples, un petit cementiri, un palau, uns nilòmetres i diversos magatzems, i que està basat en el complex funerari de Ramsès II, conegut popularment com el Ramesseum. El temple de Medinet Habu és el més ben conservat de la necròpolis tebana; a diferència de la majoria de temples de la zona (exceptuant el temple d'Hatshepsut, a Deir el-Bahari), encara manté part dels sostres i això ha facilitat que es conservin millor les pintures i les incrustacions originals. L'edifici es va construir com a temple funerari en honor del segon faraó de la dinastia XX, Ramsès III.

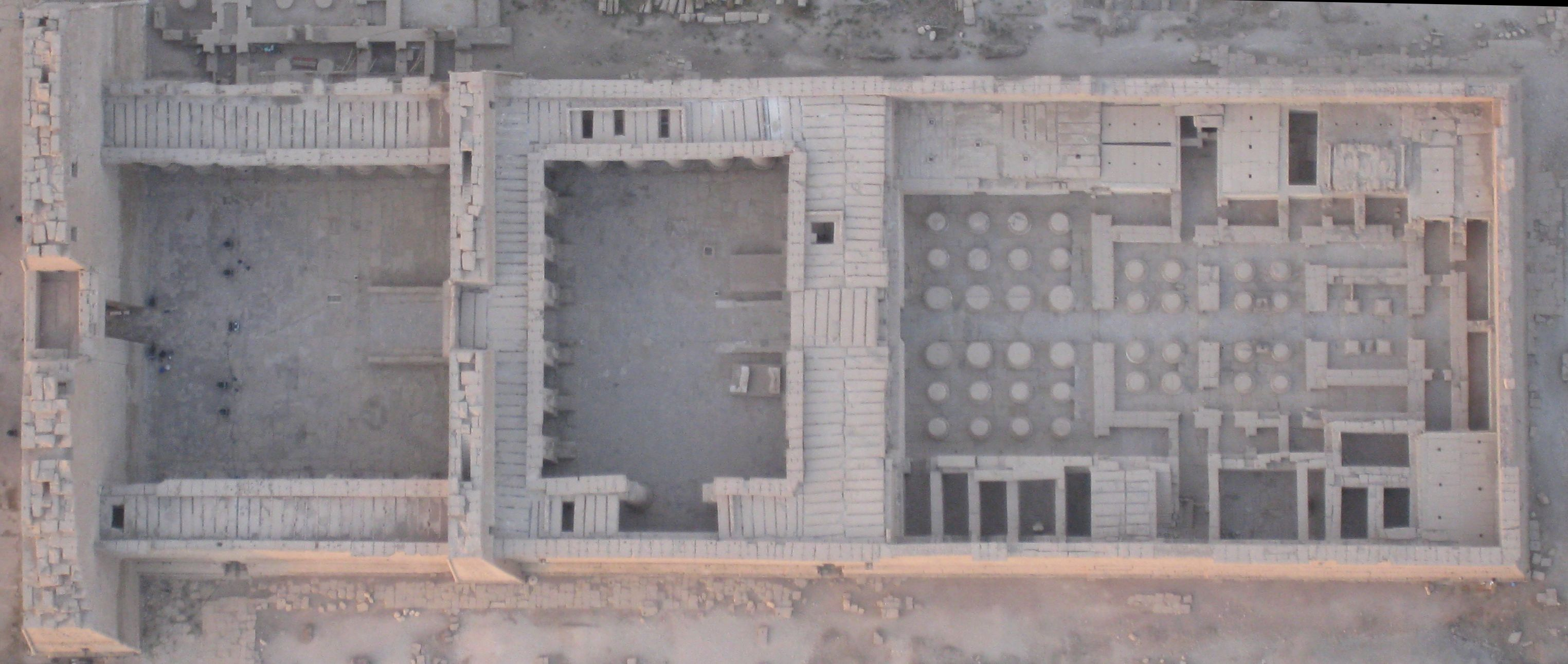
Vista aèria del temple; la fotografia inclou el primer piló i el primer pati (esquerra), que servien d'entrada a tot el recinte de Ramsès III

## Arquitectura
Els edificis i elements principals del temple són:
- El primer piló (i el muret del complex de Ramsès III)
- El primer pati
- El segon piló
- El segon pati
- La primera (gran) sala hipòstila
- El recinte del tresor reial
- Les capelles dels déus
- La segona sala hipòstila
- La tercera sala hipòstila
- La capella de Ramsès III

Annexos al temple, hi ha el palau reial (sud-est) i els magatzems (nord-oest, oest i sud-oest).

## Els Pobles de la mar
El temple de Medinet Habu és una de les fonts principals sobre els desconeguts "Pobles de la mar". Els relleus i les inscripcions al temple, obra de Ramsès III, detallen les lluites i els problemes entre el faraó i alguns d'aquests pobles, com la batalla del Delta i la batalla de Djahy (cap al 1178 aC).
Algunes d'aquestes inscripcions estan situades a la part oest de l'exterior del temple. Al primer pati, a la part interior del primer piló, hi ha unes inscripcions on Ramsès III encapçala un exèrcit i un grup de mercenaris sards en una batalla contra els libis a la banda sud, i el recompte d'enemics morts a la nord. Al segon pati, es narra la Batalla del delta del Nil.